# (8979) Clanga
(8979) Clanga ist ein Asteroid des inneren Hauptgürtels, der am 16. Oktober 1977 von dem niederländischen Astronomenehepaar Cornelis Johannes van Houten und Ingrid van Houten-Groeneveld entdeckt wurde. Die Entdeckung geschah im Rahmen der 3. Trojaner-Durchmusterung, bei der von Tom Gehrels mit dem 120-cm-Oschin-Schmidt-Teleskop des Palomar-Observatoriums aufgenommene Feldplatten an der Universität Leiden durchmustert wurden, 17 Jahre nach Beginn des Palomar-Leiden-Surveys.
Der mittlere Durchmesser des Asteroiden wurde grob mit 2,630 (±0,497) km berechnet, die Albedo mit 0,369 (±0,119).
(8979) Clanga ist nach dem Schelladler benannt, dessen wissenschaftlicher Name Clanga clanga beziehungsweise synonym Aquila clanga lautet. Die Benennung erfolgte am 2. Februar 1999. Zum Zeitpunkt der Benennung war der Bestand des Schelladlers in Europa gefährdet.